# Kytorhinus kaszabi
Kytorhinus kaszabi là một loài bọ cánh cứng trong họ Bruchidae. Loài này được Hoffmann miêu tả khoa học năm 1965.